# Lopezia langmaniae
Lopezia langmaniae là một loài thực vật có hoa trong họ Anh thảo chiều. Loài này được Miranda mô tả khoa học đầu tiên năm 1953.